# Aglauropsis kawari
Aglauropsis kawari är en nässeldjursart som beskrevs av Moreira och Yamashita 1971. Aglauropsis kawari ingår i släktet Aglauropsis och familjen Olindiasidae. Inga underarter finns listade i Catalogue of Life.